# Michele Lettieri
Michele Lettieri (Solofra, 18 settembre 1924 – Bolzano, 11 novembre 2016) è stato un ingegnere italiano.

## Biografia
Lettieri nacque a Solofra, ma si trasferì a Bolzano da bambino, all'inizio degli anni Trenta, a seguito del padre sarto, impiegato presso l'Unione Militare.
Sì diplomò a Bolzano, facendo poi ritorno in Campania per gli studi universitari: si laureò in ingegneria a Napoli.
Tornato a Bolzano iniziò l'attività come progettista, affiancandovi quella di insegnante di topografia nel locale Istituto Tecnico per Geometri "Andrea e Pietro Delai".
Le sue opere di maggiore importanza furono la nuova tribuna dello Stadio Druso (oggi Tribuna Canazza), inaugurata alla fine degli anni Sessanta, e, soprattutto, l'ideazione e la realizzazione del grande parco lungo il torrente Talvera, nel cuore di Bolzano.

### La creazione deiPrati del Talvera
Tra il 1970 ed il 1971, coinvolgendo i suoi studenti, l'esercito italiano (in particolare il Genio del IV Corpo d'armata alpino) e la giardineria comunale bolzanina, e con il sostegno del Magistrato alle acque, Lettieri riuscì a realizzare il suo progetto di sistemazione del greto sassoso del Talvera nel suo tratto cittadino, fino a trasformarlo nell'attuale polmone verde che caratterizza il centro cittadino come documentato anche dal lascito conservato dal 2017 presso l'Archivio Storico della Città di Bolzano.

## Opere
- Michele Lettieri, Un torrente di ricordi. Racconti conviviali della vecchia Bolzano, Bolzano, Edition Raetia, 2015, ISBN 978-88-7283-562-3.